# 曾侯乙墓外棺
曾侯乙墓外棺，战国时期大型漆器，1978年出土于中国湖北省随县（今随州市）曾侯乙墓，为曾国国君乙的葬具。该棺为中国国家一级文物，现存湖北省博物馆。

## 出土
1978年，因驻扎在湖北襄阳随县擂鼓墩附近的武汉空军后勤部雷达修理所扩建厂房，曾侯乙墓被发现。曾侯乙墓分东、中、西、北四室，东室为放置墓主曾侯乙主棺的墓室。墓主主棺为两层套葬，外棺以青铜为框架，用梓木板镶嵌，总重约10吨。

## 描述
这棺长3.2m，宽2.1m，高2.19m，形制硕大，棺外壁漆绘各式纹饰。